# Lộc Trì
Lộc Trì là một xã thuộc huyện Phú Lộc, thành phố Huế, Việt Nam.

## Địa lý
Xã Lộc Trì có diện tích 63,03 km², dân số năm 1999 là 8.638 người, mật độ dân số đạt 137 người/km².

## Hành chính
Xã Lộc Trì được chia thành 8 thôn: Cao Đôi Xã, Đông Hải, Đông Lưu, Hòa Mậu, Khe Su, Lê Thái Thiện, Trung An, Trung Phước Tượng.

## Lịch sử
Ngày 20 tháng 9 năm 1975, Bộ Chính trị Trung ương Đảng ban hành Nghị quyết số 245/NQ-TW về việc thành lập tỉnh Bình Trị Thiên trên cơ sở ba tỉnh Quảng Bình, Quảng Trị, Thừa Thiên và khu vực Vĩnh Linh. Khi đó, xã Lộc Trì thuộc huyện Phú Lộc, tỉnh Bình Trị Thiên.
Ngày 13 tháng 6 năm 1986, Hội đồng Bộ trưởng ban hành Quyết định số 72-HĐBT về việc:
- Thành lập thị trấn Phú Lộc – thị trấn huyện lỵ của huyện Phú Lộc trên cơ sở các thôn Cao Đôi Xá, Gia Lương, Đông Lưu, Vọng Trì, Sách Chữ của xã Lộc Trì.
- Thành lập xã Lộc Bình trên cơ sở thôn Tân An và thôn Mai Gia Phường của xã Lộc Trì.

Sau khi điều chỉnh địa giới hành chính, xã Lộc Trì còn 5.909 ha đất và 6.185 nhân khẩu.
Ngày 30 tháng 6 năm 1989, Quốc hội ban hành Nghị quyết về việc chia tỉnh Bình Trị Thiên thành tỉnh Quảng Bình, tỉnh Quảng Trị và tỉnh Thừa Thiên Huế. Theo đó, xã Lộc Trì thuộc huyện Phú Lộc, tỉnh Thừa Thiên Huế.
Ngày 11 tháng 12 năm 2015, HĐND tỉnh Thừa Thiên Huế ban hành Nghị quyết số 09/NQ-HĐND về việc thành lập thôn Trung Phước Tượng trên cơ sở thôn Trung Phước và thôn Phước Tượng.
Ngày 30 tháng 11 năm 2024:
- Quốc hội ban hành Nghị quyết số 175/2024/QH15[8] về việc thành lập thành phố Huế trực thuộc trung ương trên cơ sở toàn bộ diện tích và dân số tỉnh Thừa Thiên Huế (nghị quyết có hiệu lực từ ngày 1 tháng 1 năm 2025).
- Ủy ban Thường vụ Quốc hội ban hành Nghị quyết số 1314/NQ-UBTVQH15[9] về việc sắp xếp đơn vị hành chính cấp huyện, cấp xã của thành phố Huế giai đoạn 2023 – 2025 (nghị quyết có hiệu lực từ ngày 1 tháng 1 năm 2025). Theo đó, xã Lộc Trì thuộc huyện Phú Lộc, thành phố Huế.